# 明月院
明月院（めいげついん）は、神奈川県鎌倉市山ノ内にある臨済宗建長寺派の寺院。正式には福源山明月院（ふくげんざめいげついん）と号する。紫陽花の名所として知られ、青いアジサイが咲くあじさい寺としても知られている。平安時代後期、山内俊通の供養のために創建された明月庵が始まり。本尊は聖観音、開基（創立者）は上杉憲方、開山（初代住職）は密室守厳（みっしつしゅごん）である。伝・北条時頼の墓所が境内にある。

## 歴史

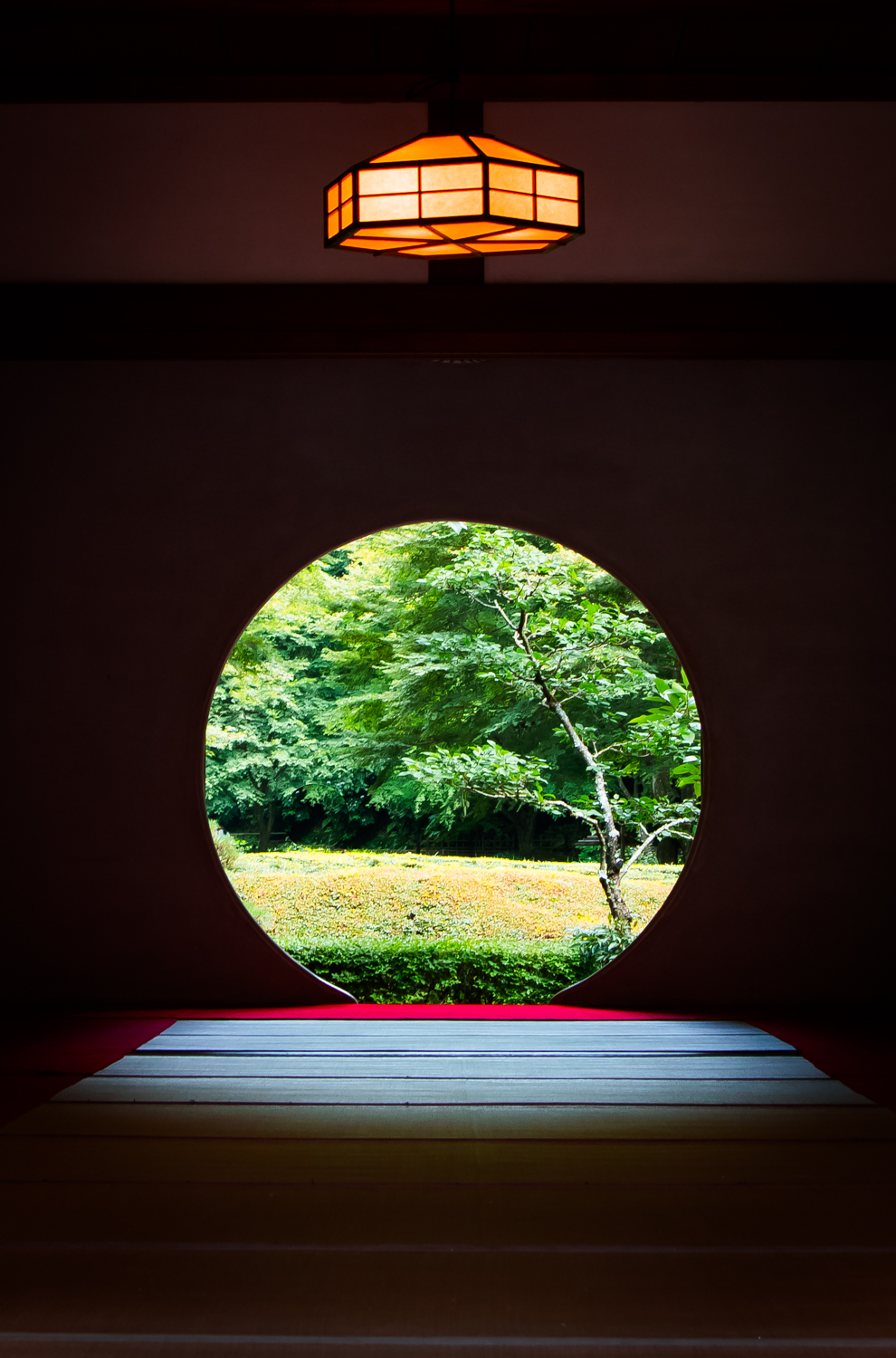
方丈内の「悟りの窓」

山内上杉家の祖、関東管領・上杉憲方は密室守厳を開山として、明月院を開創した。憲方の没年は応永元年（1394年）で、それ以前の開創である。
なお、寺伝では、平治の乱で没した山内首藤俊通（やまうちすどうとしみち）の菩提のため、永暦元年（1160年）、その子の経俊が「明月庵」を建立したのが草創とされ、憲方は中興者とされているが、実際の開基は憲方とみるのが通説である。
明月院は、禅興寺という寺の塔頭であったが、本体の禅興寺は明治初年頃に廃絶し、明月院のみが残っている。
禅興寺の起源は鎌倉幕府5代執権・北条時頼にまで遡る。時頼は別邸に持仏堂を造営し、最明寺と名付けたが、時頼の死後は廃絶していた。時頼の息子の北条時宗は蘭渓道隆を開山としてこれを再興し、禅興寺と改名した。
現在は、「紫陽花寺」として有名で、花のシーズンにはたいへんな混雑をみせる。この寺で紫陽花を植えたのはさほど古い事ではなく、第二次世界大戦後に、物資や人手が不足して参道を整備する杭が足らず、杭の代わりに「手入れが比較的楽だから」という理由で、紫陽花を植えたものが次第に有名になったという。紫陽花の他にも1年中花が絶えず、紅葉でも知られる。他に冬は蝋梅、春は梅と桜が咲く。
こうした美しい花を堪能できる他、枯山水庭園や丸窓、明月院やぐらも楽しめる。特に本堂（紫陽殿）に設けられた「悟りの窓」と呼ばれる方丈内の円窓から見る景色は鎌倉を代表する絶景で、四季の美しさを丸い額に入った絵画のように切り取って鑑賞することができる。

## 境内
あじさい寺として知られ、境内に数千本の淡い青いあじさいがあり、明月院ブルーともいわれる。またあじさい以外にも、四季にわたり多くの花が植えられている。明月院境内全域が国の史跡に指定されている。
- 総門
- 茶々橋
- 北条時頼廟
- 伝・北条時頼墓所
- 月笑軒 - 茶室
- 桂橋
- 山門 - 門前に鎌倉石の石段が続く[4]。
- 枯山水庭園
- 開山堂 - 1380年頃明月院内に建立されていた宗猷堂をのちに開山堂としたもの。堂内中央に密室守厳の木造、最明寺、禅興寺、当院の歴代住持の位牌を祀る[7]。
- やぐら - 鎌倉にはやぐらが点在するが、その中でも最大級のやぐらである。間口7メートル、奥行き6メートル、高さ3メートル[7]。壁面に多宝如来や釈迦如来が浮き彫りされ、基壇上部には十六羅漢が浮き彫りされている。やぐらで壁面彫刻があるのは珍しく「明月院やぐら」または「羅漢洞」ともよばれている。上杉憲方の墓と伝わる宝篋印塔が祀られている[4]。
- 宝物庫
- 瓶（つるべ）の井 - 鎌倉十井の1つで現在も使用されている[4]。「甕（かめ）の井」とも
- 本堂
- 本堂後庭園 - 通常非公開だが花菖蒲の開花期と紅葉期のみ公開される[4]。

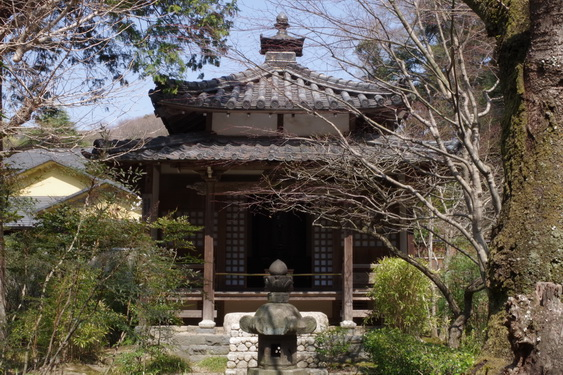
北条時頼廟
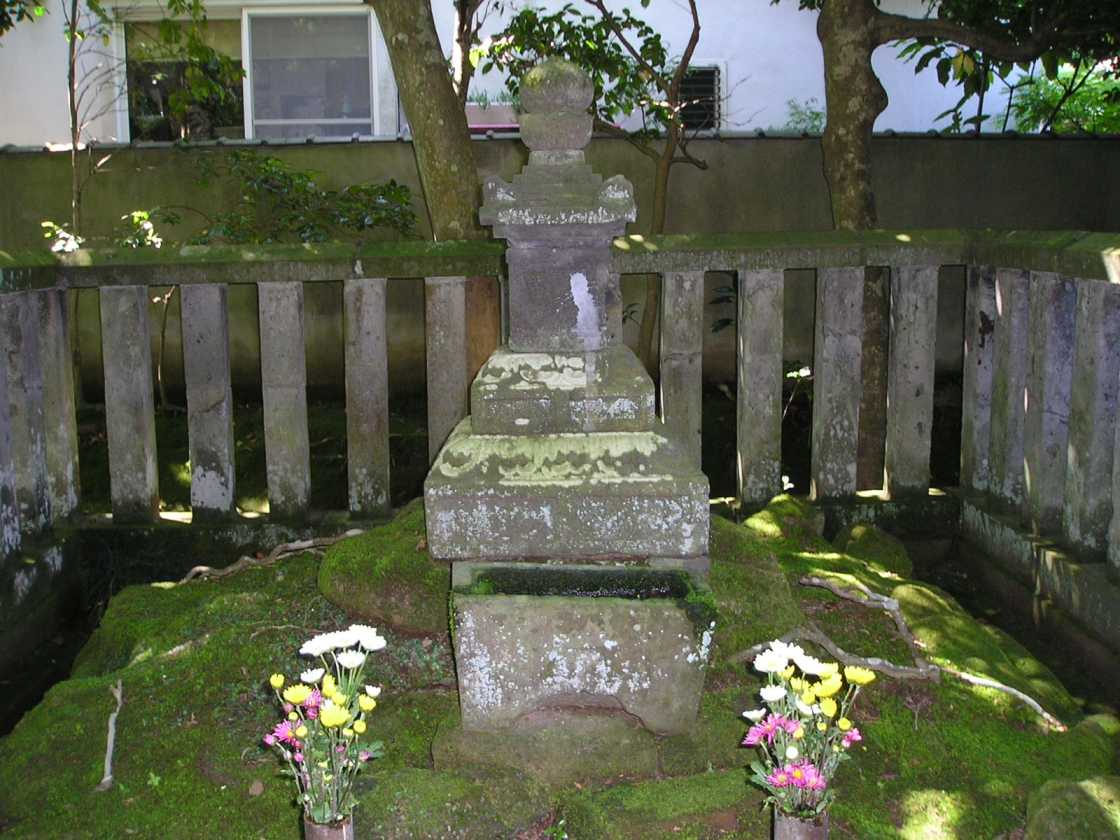
北条時頼墓所
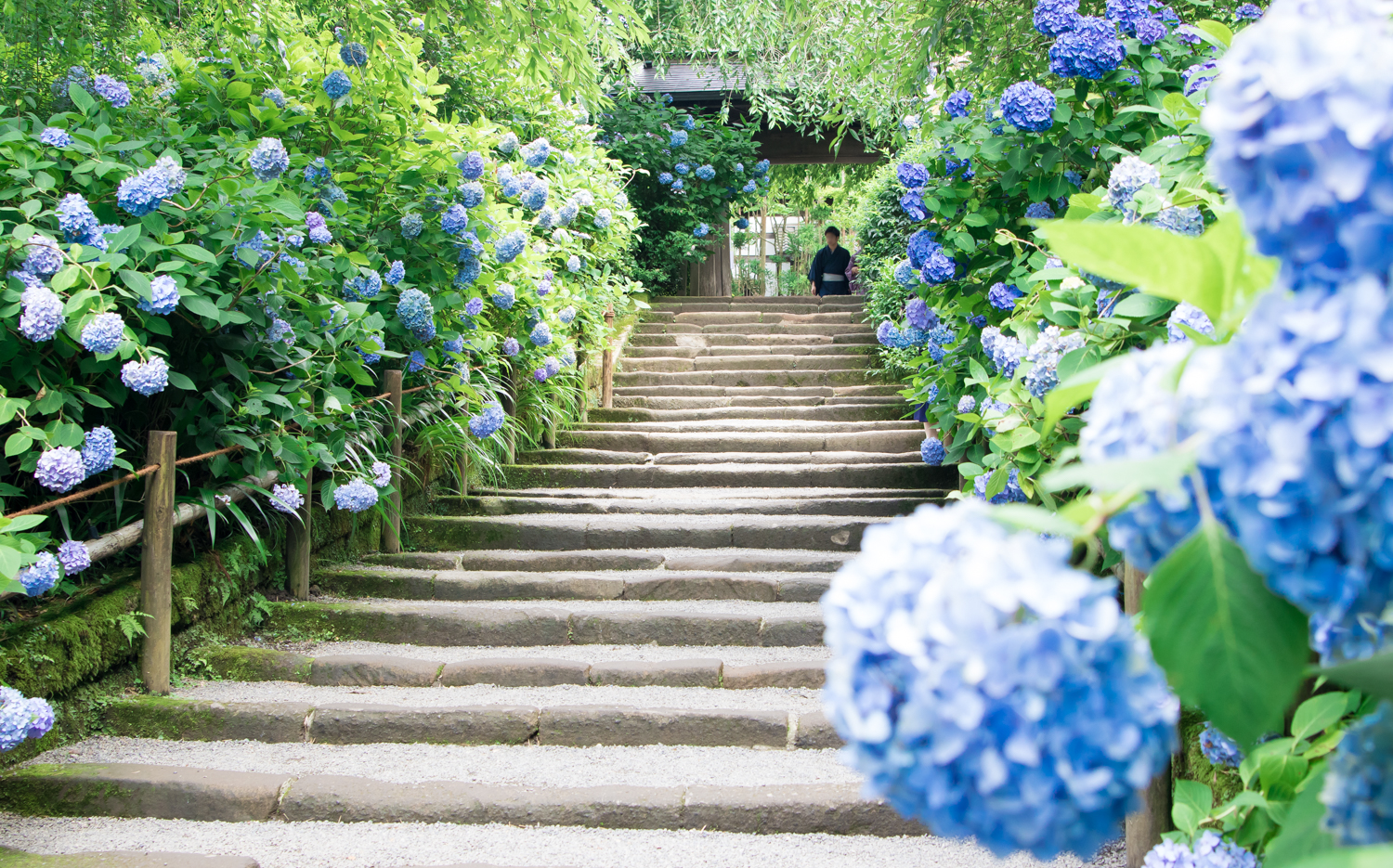
山門前の石段とあじさい
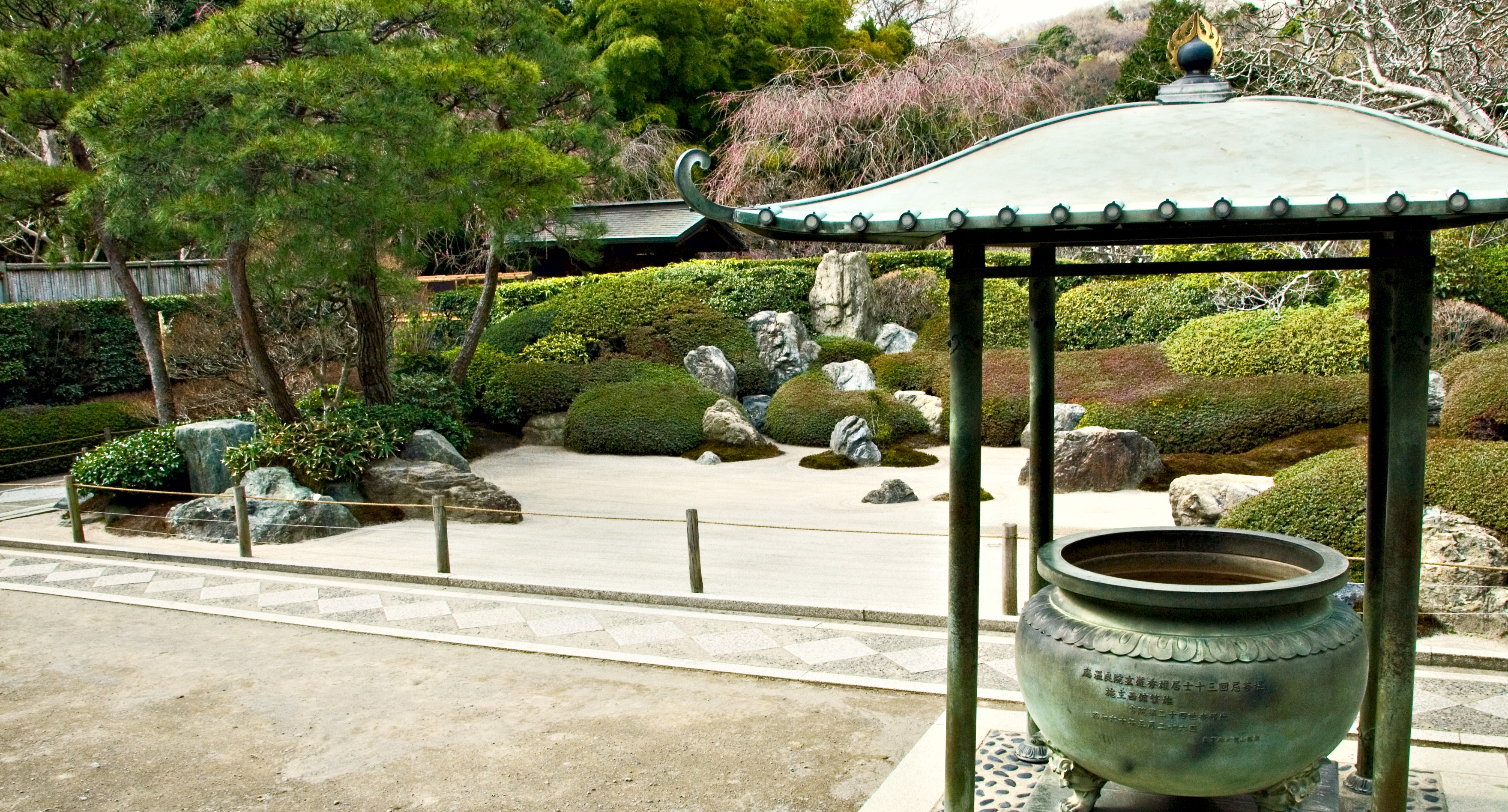
枯山水庭園
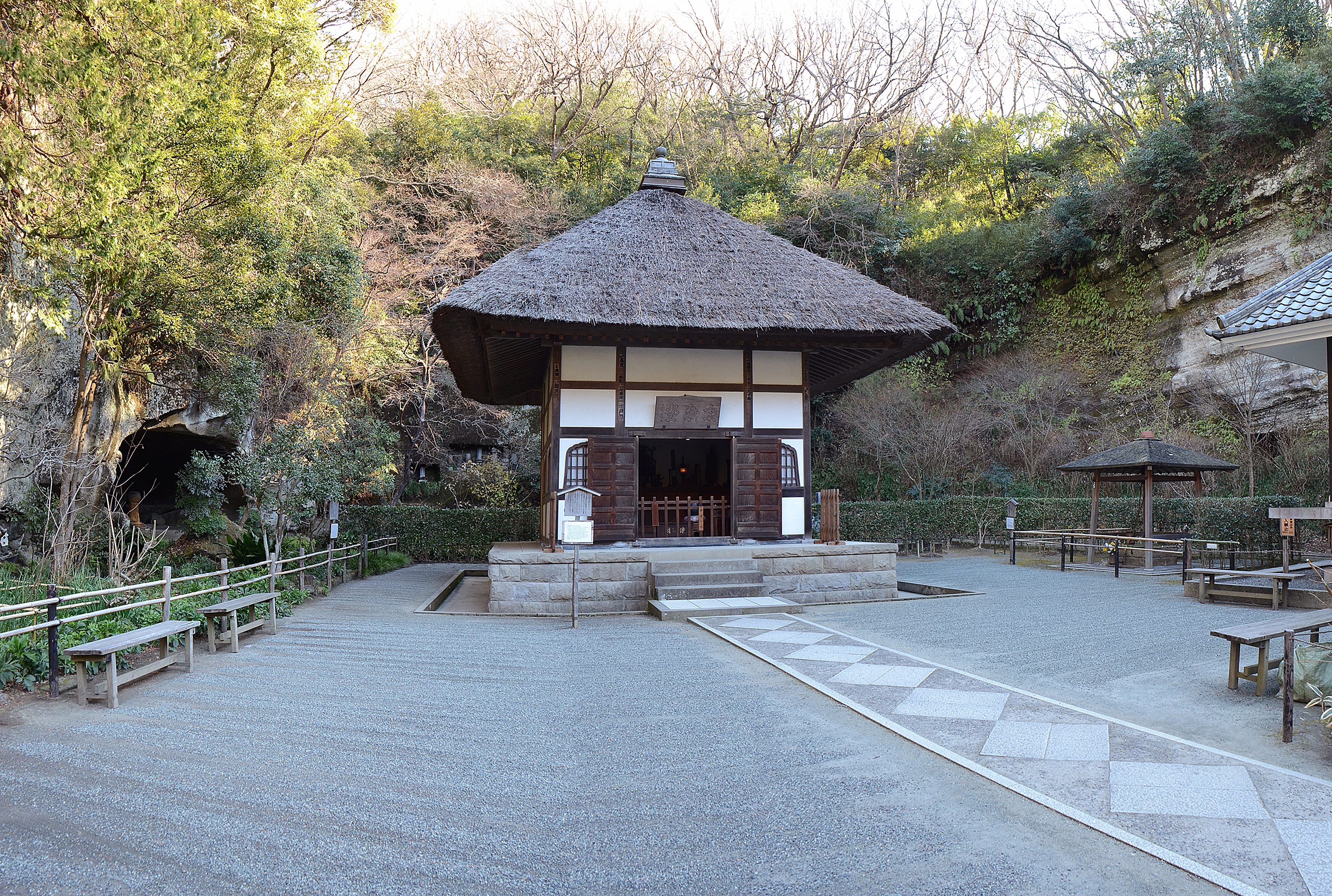
開山堂
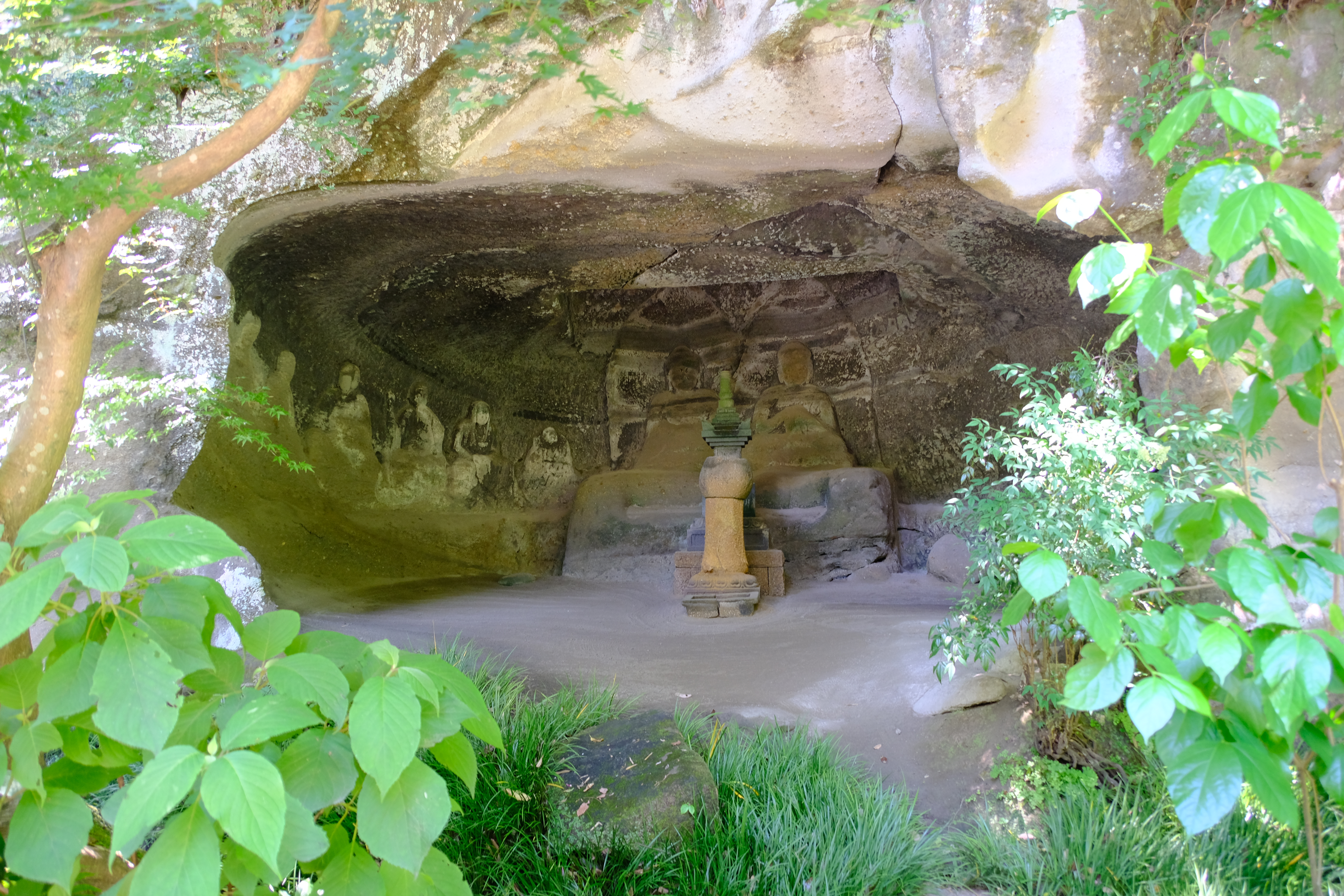
明月院やぐら
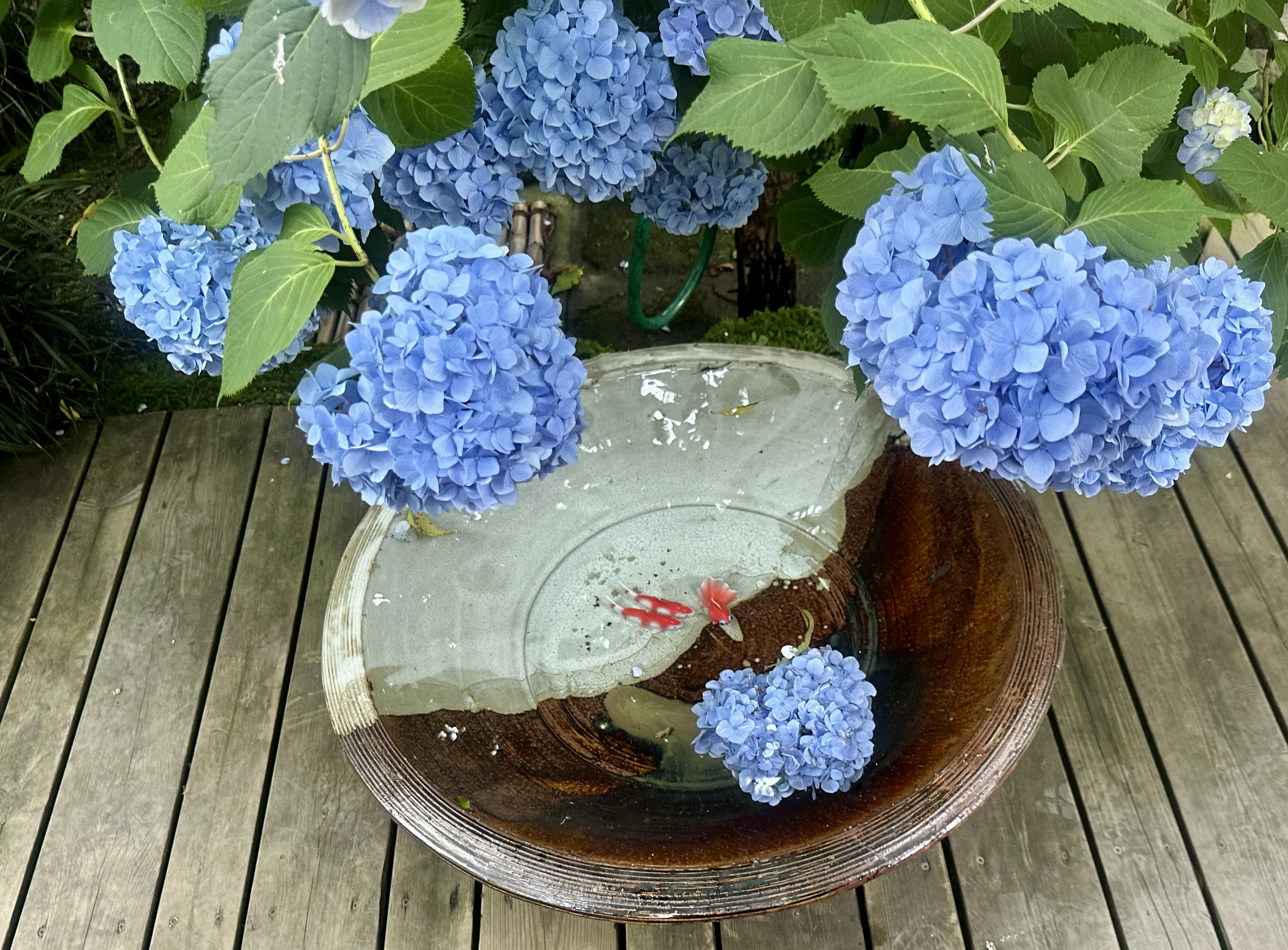
明月院ブルー

## 文化財

### 重要文化財
彫刻
- 木造上杉重房坐像 - 指定年月日：1900年（明治33年）8月1日。鎌倉時代作[8]。
- 建長寺の北条時頼像と形式のよく似た肖像彫刻である。鎌倉国宝館に寄託。

絵画
- 紙本著色玉隠和尚像 - 指定年月日：1925年（大正14年）4月24日[9]。室町時代作。
- 紙本淡彩明月院絵図 （氏満ノ花押アリ） - 指定年月日：1905年（明治38年）4月4日[10]。南北朝時代作。

### 国の史跡
- 明月院境内 - 指定年月日：1984年（昭和59年）2月9日[11]。

### 神奈川県指定文化財
彫刻
- 塑造 北条時頼坐像 - 指定年月日：1966年（昭和41年）7月19日[12]。

鎌倉時代作の塑造。後世の補修があるが、顔面は元の姿を残す。

### 鎌倉市指定文化財
絵画
- 絹本著色 中峰和尚像 - 指定年月日：1994年（平成6年）10月11日[13]。
- 紙本著色 指月和尚像 - 指定年月日：1994年（平成6年）10月11日[13]。

彫刻
- 木造 聖観音菩薩坐像 -  指定年月日：1987年（昭62年）10月14日[14]。

工芸
- 木造漆塗 明月膳・椀 5具 - 指定年月日： 1988年（昭和63年）10月12日[15]。

古文書
- 明月院文書（一八通） 1巻4幅 - 指定年月日：1995年（平成7年）10月13日[16]。

## 交通
- JR横須賀線北鎌倉駅下車徒歩10分
- 鎌倉駅より江ノ島電鉄バス「明月院」下車徒歩5分